# Malaya jacobsoni
Malaya jacobsoni är en tvåvingeart som först beskrevs av Edwards 1930.  Malaya jacobsoni ingår i släktet Malaya och familjen stickmyggor. Inga underarter finns listade i Catalogue of Life.